# Pruszkowo (województwo wielkopolskie)
Pruszkowo (pol. hist. Proszkowo) – wieś w Polsce położona w województwie wielkopolskim, w powiecie grodziskim, w gminie Wielichowo.

## Historia
Miejscowość pierwotnie związana była z Wielkopolską. Ma metrykę średniowieczną i istnieje co najmniej od drugiej połowy XIV wieku. Kiedyś miała ona inną nazwę i nazywała się Proszkowo. Po raz pierwszy wymieniana w łacińskojęzycznym dokumencie z 1380 jako Proszkowo, Minor Prochy, 1397 Proskowo, 1404 Minor Prochi, 1421 Proscowo, 1430 Minus Prochy, 1460 Proschewicze, 1492 Pruski!, 1588 Małe Prochy.
Miejscowość była wsią szlachecką należącą do lokalnej szlachty wielkopolskiej z rodu Proszkowskich, którzy od nazwy wsi utworzyli swoje odmiejscowe nazwisko, a także Proskich, Krzyckich. W  1404 miejscowość należała do powiatu kościańskiego Korony Królestwa Polskiego. Od 1380 należała do parafii Prochy.
Pierwszy raz miejscowość wzmiankowana była w 1380, kiedy to bracia Sambor, Jan, Stanisław, Stępota i Maciej ufundowali kościół oraz ofiarowali na jego utrzymanie m.in. karczmę i ogród we wsiach Pruszkowo i Prochy. W dokumencie tym obok nazwy miejscowości zapisanej w formie „Proszkowo” pojawia się także na oznaczenie wsi Prochy pod nazwą „Minor Prochy”, co wskazuje, że Pruszkowo oraz Prochy były kiedyś jedną osadą, która z czasem została podzielona na dwie mniejsze, prawdopodobnie w wyniku podziałów spadkowych lub transakcji majątkowych. Z czasem obie stały się osobnymi wsiami.
W latach 1397–1429 jako właściciel we wsi odnotowany został Pakosz Proszkowski z Proszkowa. W 1416 sąd ziemski nakazał w okresie 2 tygodni wydzielić synom połowę dziedziny Pruszkowo i jeśli któryś zechce pozostać z ojcem, pozostali bracia wydzielą mu równą część, przypadającą na niego z własności, które otrzymali od ojca, aż do ostatecznego uzgodnienia. W 1418 Pakoszowi sąd ziemski po raz kolejny nakazał podzielić się z jego dziećmi Szczedrzykiem, Dobrogostem, Chwalimirem, Piotrem, Janem, Dobroszką i Formoszką po połowie pieniędzmi za sprzedaż Pruszkowa, a zobowiązał go do zachowania połowy majątku dla siebie z racji dóbr po ojcu, a pozostałe 21 grzywien szer. groszy wypłacić dzieciom z tytułu oprawy ich matki. Sąd zaznaczył, że swoje dotychczasowe długi ojciec oraz dzieci mieli dzielić po połowie.
W 1436 woźny sądu ziemskiego zapowiedział należące do Janusza Tadera majątki: drogi boczne, łąki, pastwiska, lasy oraz wszystkie pożytki dziedzin Pruszkowa i Tarnowa oraz część łąki koło Prochów nad rzeką. W 1450 Mikołaj, Piotr, Michał, Jan i Stanisław dziedzice niedzielni w Pruszkowie sprzedali za 200 grzywien wieś Pruszkowo braciom Stanisławowi i Janowi, niedzielnym dziedzicom z Prochów.
Pod koniec XVI wieku wieś notowano jako opuszczoną. W 1588 Bartłomiej Krzycki posiadał połowę opuszczonej wówczas wsi Pruszkowo oraz połowę Tarnowy. W 1592 Bartłomiej ten zapisał swojej żonie Reginie Gembickiej, córce zmarłego Pawła Gembickiego oraz wdowy po Wojciechu Pożarowskim, 700 złotych posagu i wiana na połowie swoich części we wsiach Tarnowa osiadłej oraz opuszczonej wsi Pruszków. W 1593 Stanisław Głębocki sprzedał Baltazarowi Tłockiemu połowę wsi osiadłej wsi Tarnowy oraz opuszczonego Pruszkowa za 4000 złotych.
Wieś odnotowano również w historycznych rejestrach podatkowych. W 1580 miał miejsce pobór podatków z folwarku Macieja Proskiego od 4 zagrodników, dwóch najemnych robotników od pługa zwanych ratajami. Około 1739 jako właścicielkę zarejestrowano Rozalię Kierską.
Wskutek II rozbioru Polski w 1793 wieś przeszła pod władanie Prus i jak cała Wielkopolska znalazła się w zaborze pruskim. W okresie Wielkiego Księstwa Poznańskiego (1815-1848) miejscowość wzmiankowana jako Pruszkowo Olendry należała do wsi większych w ówczesnym pruskim powiecie Kosten rejencji poznańskiej. Pruszkowo Olendry należało do okręgu wielichowskiego tego powiatu i stanowiło część majątku Prochy, którego właścicielem był wówczas Piotr Radoński. Według spisu urzędowego z 1837 roku Pruszkowo Olendry liczyło 122 mieszkańców, którzy zamieszkiwali 23 dymy (domostwa).
Pod koniec XIX wieku używano nazw Proszkowo, Pruszkowo i Małe Prochy. Wieś należała do powiatu Kosten i liczyła 24 domostw i 165 mieszkańców (15 katolików i 150 protestantów).
W latach 1975–1998 miejscowość położona była w województwie poznańskim. W 2011 Pruszkowo liczyło 126 mieszkańców